# داء الرقص الهستيريائي
داء الرقص الهستيريائي أو الرَقْوَصَة هو نوع من السلوكيات الهستيرية. وفي السابق شاع الاعتقاد بأن سبب هذا الاعتلال هو عضة العنكبوت الذئبي من النوع Lycosa tarantula (وهو نوع مختلف عن فئة واسعة من العناكب تُعرف بالرتيلاء أو tarantula بالإنجليزية). ومن الراجح أن المذنب الحقيقي هو النوع Latrodectus tredecimguttatus أو ما يعرف بالأرملة السوداء الأوروبية، ولكن لم يُعثر على أي دليل يربط بين عضات تلك العناكب وبين سلوكيات داء الرتيلاء.
وفي السابق كان هذا المصطلح يشير إلى هوس الرقص – وهي عِلة اشتهرت بها منطقة جنوب إيطاليا. ومن الراجح أن تلك العلة ليس لها أي صلة تُذكر بالعناكب. ويُقال أن موسيقى التارانتيلا ظهرت في بادئ الأمر كعلاج لهذه العلة.
يُسمى هذا المرض أيضًا: الرُّتَيلائيَّة، داء الرُّتَيْلَاء.

## التاريخ
يعود أول وصف مُوثق لهذا الداء في أصله إلى القرن الحادي عشر. حيث شاعت تلك العلة في جنوب إيطاليا، وبالأخص في إقليم تارانتو في خلال القرن السادس عشر والسابع عشر. وكانت تشير الدلائل آنذاك إلى عدم وجود سبب عضوي يكمن وراء حالة الاستثارة الزائدة والقلق التي تفتك بضحايا المرض. وكان الاعتقاد السائد حينئذ أن العلاج الوحيد الذي سينقذ الضحايا من الموت هو الرقص بشكل جنوني. ويُقال أن أحد أساليب الرقص المعروف برقصة التارانتيلا يعود في أصله إلى هذا العلاج. ومن بين المناطق الرئيسية التي اندلع فيها هذا الهوس الجماعي هي كنيسة غالانتينا أثناء الاحتفال بعيد سانت بيتر وبول في 29 يونيو. «فقد كان يجتمع هؤلاء الراقصون تحت لافتة سانت بول الذي كان مصلاه مرتعًا لهم ومقامًا لتجمعاتهم. وإليهم كان سانت بول والرتيلاء واحدًا؛ فقد تزينت الراقصات بزي عرائس سانت بول. ثم يجتمع هؤلاء الراقصون في أوج نشوتهم في مصلى سانت بول بعدما أخذوا كفايتهم من الرقص، ثم تعتريهم نوبة هيستيرية جماعية. وفي ظل اضطرابهم وهياجهم تصدر من أفواههم صيحة مدوية موحدة مع اختلاف النبرات».
وفي مقالته المفصلة عن داء الرتيلاء دوّن الكاتب فرانشيسكو كانشيلييري جميع الملاحظات العلمية والكتابية والشعبية التي جمعها عن هذا الداء، وأعطى كل واحد منهم وزنه. وذكر في مقالته حكاية طبيب نابولي الذي سمح للرتيلاء أن تعضه مرتين أمام ستة من الشهود وكاتب عدل في أغسطس 1693، ولكن لم تظهر عليه أعراض هوس الرقص. وعليه يرى كانشيلييري أن سبب الداء ليس العناكب وحدها بل المكان أيضًا، فقد لوحظ هذا المرض بصفة استثنائية في أبروتسو وأبوليا وكالابريا. وعلق قائلًا:
«وإذا ما وقع أحدهم ضحية لعضة هذا الحيوان الخبيث فسوف تجتاحه عدة عواطف في آن واحد. فسوف تراه يبكي أولًا، ثم يرقص، ثم يتقيأ، ثم ينتفض، ثم يضحك، ثم يبهت لونه، ثم يصرخ، ثم يصيبه الدوار، ثم يتألم بشدة، وفي النهاية سوف يموت في خلال بضعة أيام إذا لم يهم أحد بعلاجه. وقد يخفف الدواء من آلامه، ولكن العلاج الوحيد هو الموسيقى».
ومن ثم يستفيض في وصف ما تصادف به من حالات الإصابة بهذا الداء الذي كان يصيب القرويين بصفة خاصة سواء كانوا بمفردهم أو في مجموعات. ففي العادة كان هذا الداء يصيب القرويين في أيام الصيف الحارة، مما يتسبب في خمولهم. ثم وضّح أن العلاج الوحيد الذي من شأنه أن يستعيد نشاطهم هو الموسيقى الراقصة؛ فقد قال على سبيل المثال:
«فقد عثرنا على أحد القرويين المساكين وهو يتألم من ضيق النفس، وكذلك لاحظنا سوادًا على وجهه ويداه. وكنا على علم بداءه، ولذلك أحضرنا قيثارة معنا، وهم أحدهم بالعزف عليها. وفي اللحظة التي أنصت فيها المريض للموسيقى المتناغمة شرع في تحريك قدميه، ثم بدأت سيقانه تهتز. ثم انتصب مرتكزًا على ركبتيه، وبعدها وقف على قدميه وهو يتمايل. وأخيرًا ظل يثب لأعلى مسافة ثلاثة أشبار تقريبًا لمدة ربع ساعة. ثم أنّ أنة، ولكنها كانت أنة شديدة أرهبت من حوله، وفي غضون مدة لا تتجاوز الساعة اختفى السواد من يداه ووجهه، واستعاد لونه الزاهي.»]

## التفسيرات ومواضع الخلاف
اقترح الكاتب جون كرومبتون أن طقوس الإله باخوس العتيقة، والتي منعها مجلس الشيوخ الروماني، استمرت تحت الخفاء، ثم عادت للعلن من جديد تحت قناع علاج طارئ لضحايا عضة الرتيلاء.
أما ظاهرة هوس الرقص المصاحبة لداء الرتيلاء نفسها فهي مشابهة لحالة اضطراب نفسي جماعي.
ورغم صمود الإدعاء القائل بأن سبب هذا مرض هو عضة الرتيلاء، إلا أنه لم يثبت صحة ذلك علميًا. واتفق دونالدسون كافانا ورانكن في عام 1997 أن السبب الحقيقي وراء هذا المراض لا يزال مجهولًا.

## في الأدبيات والثقافة العامة
تلعب ظاهرة داء الرتيلاء و«العلاج» المقترن بها – رقصة التارانتيلا – دورًا هامًا في العديد من الأدبيات الثقافية والتاريخية. فهي سمة محورية في كتاب بيت الدمية للكاتب هينريك إبسين، وكذلك تُنسب إليها تعويذة «تارانتاليجرا» في سلسلة روايات هاري بوتر. وجرى ذكرها في رواية «39 Clues: Superspecial Outbreak». وإلى جانب ذلك فقد صُورت الرتيلاء وآثار عضتها السامة والهوس المقترن بها في البرنامج التلفزيوني الهندي «Byomkesh Bakshi» في الحلقة الرابعة بعنوان «Makdi ka Ras».